# Compagnie théâtrale
Pour les articles homonymes, voir Compagnie et Troupe.

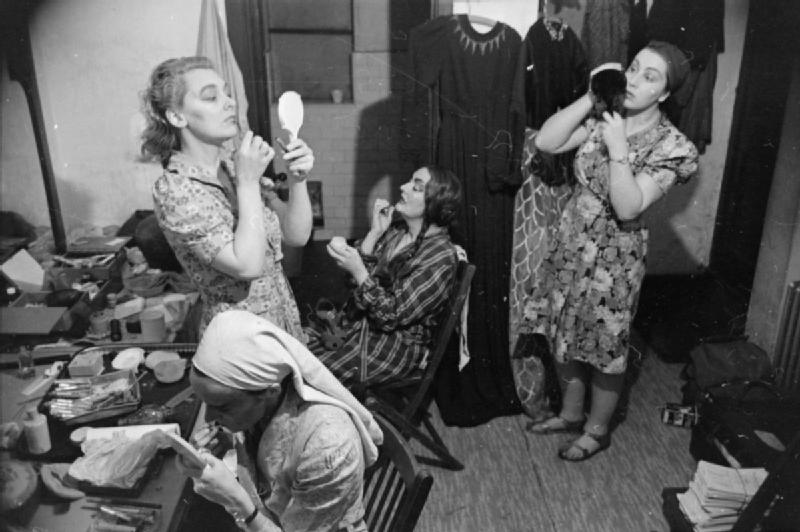
La compagnie itinérante du théâtre Old Vic se maquille, le Pays de Galles, 1941

Une compagnie théâtrale, ou troupe de théâtre, est un groupe de personnes associées dans une volonté de promouvoir une ou des œuvres théâtrales ainsi que de donner un cadre à la création. Les compagnies théâtrales peuvent être itinérantes et jouer dans plusieurs théâtres ou être en résidence dans ces derniers.

## France
En France, la très grande majorité des compagnies théâtrales sont des associations à but non lucratif et dépendent des subventions provenant de l'État (ministère de la Culture) ou des collectivités territoriales (région, département, ville ou communauté de communes). Si la compagnie fait un profit, elle doit le réinvestir dans la compagnie.